# Knut Larsson (serieskapare)
Knut Alexander Gustav Larsson, född 27 augusti 1972, är en svensk serieskapare. 
I hans produktion märks Canimus och samlingsalbumet Lokmannen. Larsson medverkar regelbundet i serieantologin Galago
och år 2001 tilldelades han Galagos Fula Hund. Larsson är också illustratören bakom reklamfilmen för Majblomman som 2004 fick Guldägget i kategorin "Ideella organisationer".
2016 mottog Larsson Svenska Serieakademins utmärkelse Adamsonstatyetten.